# Rokytná (Moravský Krumlov)

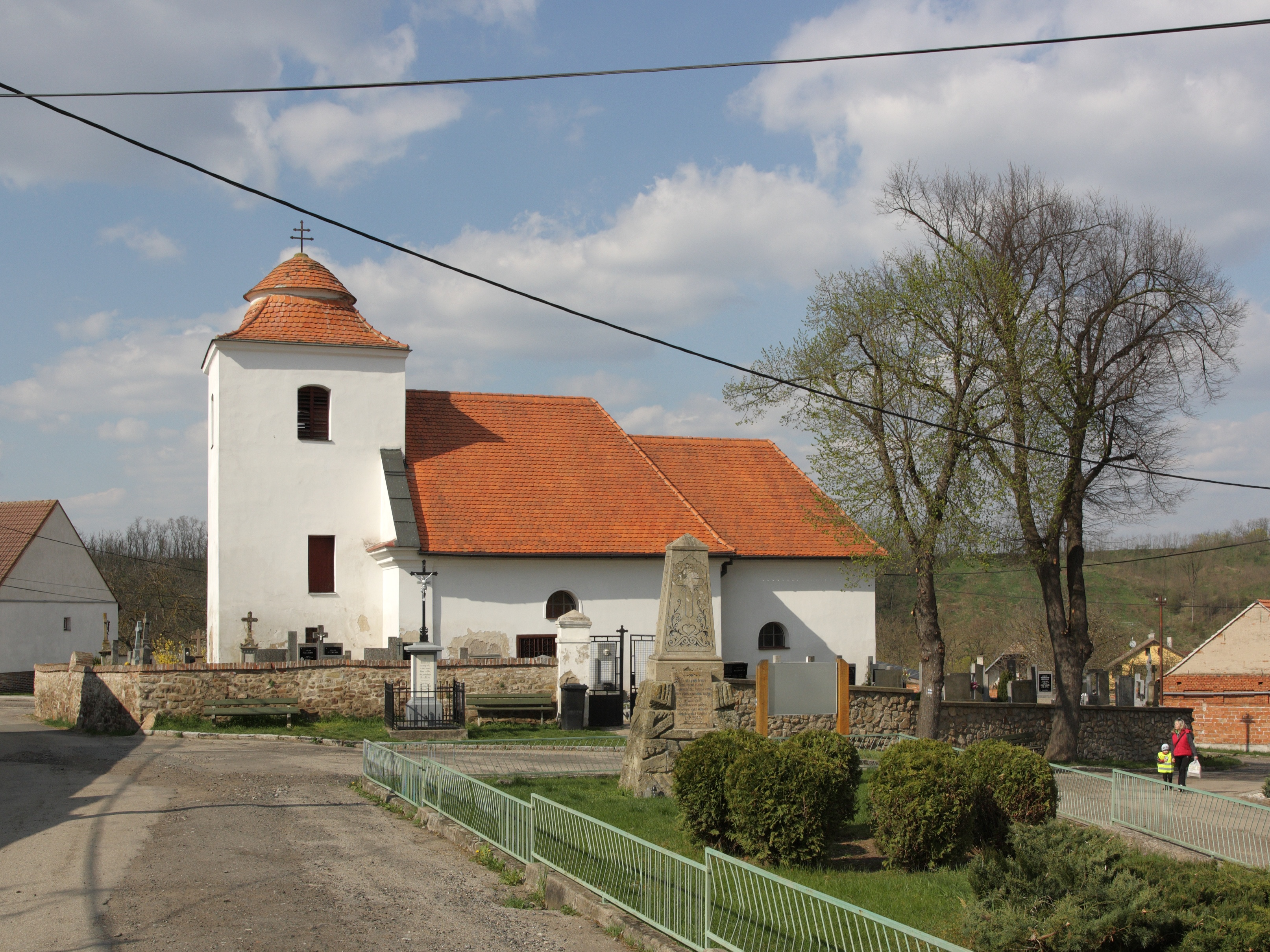
Dorfkirche St. Leopold

Rokytná (deutsch Rottigl) ist ein Dorf mit 178 Einwohnern in Tschechien. Es liegt auf 260 m ü. M. in einem Mäander des gleichnamigen Flusses Rokytná, circa einen Kilometer nordöstlich der Stadt Moravský Krumlov. 
Der größte Teil der Gemarkung wird vom Naturschutzgebiet "Krumlovsko-rokytenské slepence" eingenommen, das von steilen, teilweise senkrecht abfallenden Konglomeratfelsen geprägt ist und wegen seiner klimatischen Besonderheiten eine große Vielfalt von seltenen und geschützten Tier- und Pflanzenarten aufweist.

## Sehenswürdigkeiten
Oberhalb des Dorfes liegen auf einem Felssporn Reste der ausgedehnten slawischen Wallburg Urbs Rokite aus dem 9. Jh.
Im Ort befindet sich die barocke Pfarrkirche St. Leopold (1755), deren Vorgängerbau St. Hyppolit (nach 1252) einem Brand zum Opfer fiel. In einem kleinen Tälchen südlich des Ortes liegt an einer Quelle, verborgen im Wald, eine Marienkapelle (drittes Viertel des 19. Jh.) neben der sich eine Almosensäule aus dem 15. Jh. befindet.